# Barreiro
Barreiro es una ciudad portuguesa perteneciente al distrito de Setúbal, en la región de Lisboa y subregión de la península de Setúbal con cerca de 42 400 habitantes. Es capital de un pequeño municipio de 33,81 km² de área y de 78 362 habitantes (2021), subdividido en 4 freguesias. 

## Historia
El pueblo de esta tierra se dedicó a la pesca y extracción de sal. Tierra de pescadores y de gente del campo, se tornó una villa en 1521. En el estuario del Río Tajo está el valle de Zebro, donde antiguamente hubo hornos donde se hacían galletas que abastecían las naos portuguesas.
En las márgenes del río trabajaron molinos que hacían la harina usada para fabricar galletas.
El desarrollo de Barreiro se inició en 1861 con la explotación de las líneas ferroviarias. El surgimiento de este transporte supuso un proceso determinante en la historia portuguesa: implementación de fábricas, conocidas como CUF (Compañía Unión Fabril), desde 1898, por el también conocido, Alfredo da Silva.
Desde ahí que Barreiro se haya convertido en una ‘nueva villa industrial y operaria’. Los vestigios de este pasado son todavía una marca de la ciudad, a través de las oficinas de Comboios de Portugal y en especial del parque industrial y empresarial Quimiparque (nombre actual de la antigua CUF y Quimigal).
Barreiro se elevó a ciudad el 28 de junio de 1984, día en el que hoy se conmemora su fiesta local.

## Demografía
| Gráfica de evolución demográfica de Barreiro entre 2011 y 2021 |
|                                                                |
| Datos según el nomenclátor publicado por el INE portugués.     |

## Freguesias
Las freguesias de Barreiro son las siguientes:
- Alto do Seixalinho, Santo André e Verderena
- Barreiro e Lavradio
- Palhais e Coina
- Santo António da Charneca